# Тодор Дечев
Тодор Дечев е български просветен деец и общественик от късното Българско възраждане в Македония.

## Биография
Тодор Дечев е роден в Разград, днес в България, тогава в Османската империя. През 1889 г. учи химия в Загребския университет, Австро-Унгария. Започва работа като учител и преподава дълги години в българските училища в Солун, тогава в Османската империя. От 1909 до 1912 година доктор Тодор Дечев е директор на Солунската българска мъжка гимназия като същевременно преподава в гимназията в учебните 1909 - 1910 година и 1912 - 1913 година. В 1912 - 1913 година е директор на Солунската българска търговска гимназия.
След установяването на гръцка власт в Солун и Междусъючническата война през юни 1913 година, гръцките власти закриват гимназията в града и учителите и учениците се установяват в останалата в България Струмица, която е полуопожарена. В Струмица пристига доктор Тодор Дечев, който да възстанови гимназията като нов директор. Дечев успява да организира възстановяването със стари ученици от Солун и нови от старите предели на царството. На следната 1913/1914 година Дечев става окръжен училищен инспектор на мястото на Петрович.